# Miffy Englefield
Rebecca Lauren Englefield (* 20. března 1999, Basingstoke, Velká Británie) je britská dětská herečka.

## Počátky
Narodila se v Basingstoku jako Rebecca Lauren, rodiče jí však vždy přezdívali Miffy, a tuto přezdívku používá běžně jako své jméno. Rodiče se rozvedli, když jí byly dva roky. Má dva sourozence, bratra Jaydyna a sestru Ashleigh, které jako malá ráda pro zábavu režírovala před domácí kamerou. Kromě hraní se ráda věnuje tanci a zpěvu.

## Kariéra
Herecký sen si splnila v roce 2006, kdy si odbyla premiéru ve filmu. Režisérka Nancy Meyers si jí vybrala do snímku Prázdniny, kde hlavní role obsadili Cameron Diaz, Kate Winslet, Jack Black, Jude Law nebo Eli Wallach. Zahrála si zde Lawovu dceru Sophii.
V roce 2007 získala roli v epizodě seriálu The Whistleblowers a mezi lety 2008 a 2010 si zahrála ve 12 epizodách seriálu Casualty. V roce 2010 se účastní také natáčení krátkého snímku Beautiful Enough.

## Filmografie

### Filmy
- 2006 Prázdniny
- 2010 Beautiful Enough

### Seriály
- 2007 The Whistleblowers
- 2008-2010 Casualty